# 277 Fifth Avenue
277 Fifth (también llamado 281 5th Avenue) es un edificio en construcción en Manhattan, Nueva York, diseñado por el arquitecto Rafael Viñoly. Los planes para la construcción se anunciaron por primera vez en 2015, y la construcción comenzó en el año 2016. Se coronó en marzo de 2018.
Una vez terminado, el edificio contará con 55 plantas y contendrá 130 apartamentos residenciales. Se ha comparado a otro edificio de Viñoly, el 432 Park Avenue.